# Distretto di Phon Na Kaeo
Il distretto di Phon Na Kaeo (in thailandese: โพนนาแก้ว) è un distretto (amphoe) della Thailandia, situato nella provincia di Sakon Nakhon.